# لغة توبي

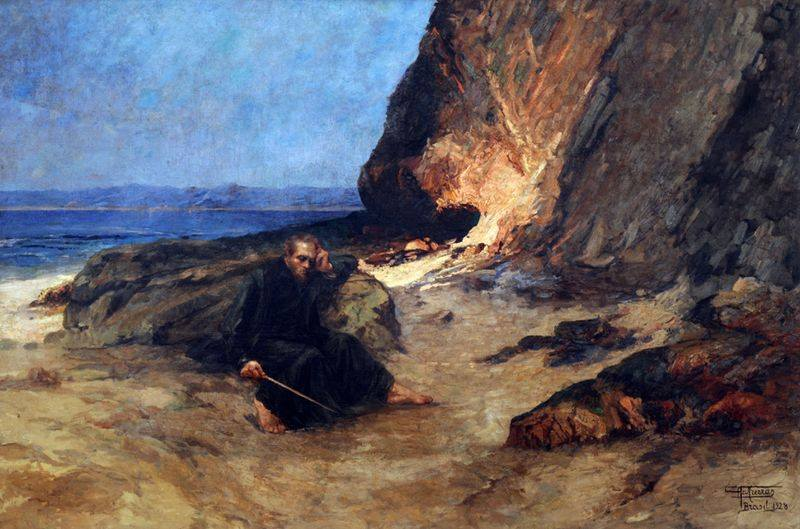
الأب خوسيه دي أنشيتا (1534-1597)، أول النحاة في توبي

توبي القديمة ؛ توبي الكلاسيكية هي لغة انقرضت من لغات التوبي التي كان يتحدث بها السكان توبي الأصليين  من البرازيل، ومعظمهم من أولئك الذين سكنوا المناطق الساحلية في جنوب وجنوب شرق البرازيل. تنتمي إلى عائلة اللغة توبي-غواراني، ولها تاريخ مكتوب يمتد إلى القرنين السادس عشر والسابع عشر وبداية القرن الثامن عشر. في الفترة الاستعمارية المبكرة، استخدم الأوروبيون والأمريكيون الهنود التوبي كلغة مشتركة في جميع أنحاء البرازيل، وكان لها استخدام أدبي، لكن تم قمعها، لاحقًا وتقريبًا انقراضت، ولم يتبق سوى سليل القبائل المتحدثين بلغة نينغاتو، وهي تشبه اللغة التوبيانية المستخدمة في جزر جنوب غرب بالاو.

## روابط خارجية
- فن قواعد اللغة التوبية ، للأب لويس فيغيرا
- قائمة المفردات Tupi Swadesh (من ملحق قائمة Swadesh- ويكاموس)
- "Abhe nhe'enga oîebyr   - Tradução: a língua dos índios está de volta "، بقلم Suzel Tunes مقال باللغة البرتغالية.
- دورة توبي القديمة (باللغة البرتغالية)
- الصفحة الرئيسية لتوبي القديمة
- قاموس Tupi – Portuguese (مع تهجئة Tupi غير قياسية)
- مصادر عن توبينامبا في مكتبة كورت نيموينداو الرقمية